# Emmanuel Frimpong
Emmanuel Yaw Frimpong (* 10. Januar 1992 in Kumasi) ist ein ghanaisch-englischer Fußballspieler, der aktuell vereinslos ist.

## Karriere

### Verein
Emmanuel Yaw Frimpong wurde in Kumasi geboren, zog aber während seiner Kindheit nach Tottenham, wo er von den Scouts des FC Arsenal entdeckt wurde. Er besuchte die Gladesmore Community School in Tottenham, brach aber im Alter von vierzehn Jahren ab, um sich bei Arsenal voll und ganz auf den Fußball zu konzentrieren.
Er kam mit neun Jahren in die Jugendakademie des FC Arsenal. Beim Akademieteam gelangen ihm unter anderem Tore gegen Coventry City und Milton Keynes Dons. 2008 wurde er in den Kader der Reservemannschaft übernommen. Am 23. September 2008 bekamen er und sein Freund aus der Jugendakademie Jay Emmanuel-Thomas die Chance Profiluft zu schnuppern und saßen beim Carling-Cup-Spiel gegen Sheffield United beide auf der Ersatzbank.
Am 22. Mai 2009 begann er beim FA-Youth-Cup-Finale gegen den FC Liverpool in der Startformation, musste allerdings wegen einer Verletzung schon nach einer Viertelstunde wieder ausgewechselt werden. Arsenal gewann mit 4:1 und sicherte sich damit den FA Youth Cup 2008/09.
Nach einer guten Saisonvorbereitung 2010 in Österreich, bekam er von Trainer Arsène Wenger Lob nach den Spielen beim „Emirates Cup“. Wenger sagte, Frimpong hätte seine Sache wirklich gut gemacht. Er sei zwar kein guter Dribbler, allerdings gleiche er dies mit seinem kämpferischen Einsatz aus.
Am 19. August 2010 verletzte er sich beim Training am vorderen Kreuzband und ihm drohte eine Zwangspause sechs bis neun Monaten. In der Saison 2011/12 kam er am ersten Spieltag der Premier League gegen Newcastle United zu seinem Profidebüt, als er in der zweiten Halbzeit für Tomáš Rosický eingewechselt wurde. Im zweiten Saisonspiel bei der 0:2-Niederlage gegen den FC Liverpool erhielt er in der 69. Minute die erste gelb-rote Karte seiner Karriere.
Am 31. Dezember 2011 lieh FC Arsenal Frimpong bis zum Saisonende an die Wolverhampton Wanderers aus. Am 19. November 2012 wurde Frimpong bis zum Jahresende an Charlton Athletic ausgeliehen.
Am 25. Januar 2013 wurde Frimpong bis Saisonende an den FC Fulham ausgeliehen.
Am 31. Januar 2014 wechselte Frimpong in die Football League Championship zum FC Barnsley. Nach nur neun Ligaspieleinsätzen wechselte er im Sommer 2014 nach Russland zum FK Ufa.

### Nationalmannschaft
2007 entschied sich Frimpong für die englische U-16-Nationalmannschaft aufzulaufen. Im März 2008 erzielte er beim Turnier von Montaigu in der 71. Minute das 1:0 im Spiel gegen Deutschland.
2009 gab er bekannt doch lieber für Ghana spielen zu wollen. Er sagt, er würde für Ghana spielen, weil es ein Traum von ihm war, für Ghana zu spielen und er fühle sich mehr mit seinem Heimatland verbunden, als mit England. Im August 2010 entschied er sich um und wurde für die englische U-19 nominiert, doch war gezwungen aufgrund einer Verletzung eines vorderen Kreuzbandes abzusagen.
Im Februar 2011 sagte er in einem Interview:
„Ich habe es meiner Familie immer gesagt, wenn Ghana mich ruft, werde ich persönlich mit
meinem Fahrrad von England nach Ghana fahren, um für die Black Stars zu spielen.“ (GhanaToGhana.com)
Am 24. März 2013 kam er im Rahmen der Qualifikation für die Fußball-Weltmeisterschaft 2014 gegen den Sudan zu seinem ersten Länderspieleinsatz, als er beim 4:0-Sieg in der 66. Minute für Mohammed Rabiu eingewechselt wurde.

## Spielstil
Frimpong ist für seine Zähigkeit und Tacklings bekannt und wird daher mit seinem ehemaligen Mannschaftskollegen Alexandre Song verglichen.

## Titel und Erfolge
- Premier Academy League: 2008/09, 2009/10
- FA Youth Cup: 2008/09

International
- Turnier von Montaigu: 2008